# خامسلو
خامسلو (بالإنجليزية: Khameslu)‏ هي مستوطنة تقع في قسم اجارود الشمالي الريفي في إيران.